# Lijst van Europarlementariërs voor GroenLinks
Een overzicht van alle (voormalige) Europees Parlementsleden voor het Groen Progressief Akkoord (1984-1989), Regenboog (1989-1994) en GroenLinks (sinds 1994).
| Europarlementariër   | Begindatum       | Einddatum        | Opmerkingen |
| -------------------- | ---------------- | ---------------- | --- |
| Theo Bouwman         | 20 juni 1999     | 20 juni 2004     | |
| Kathalijne Buitenweg | 20 juni 1999     | 13 juli 2009     | lijsttrekker in 2004 delegatieleider van 20-06-2004 t/m 13-07-2009 |
| Marije Cornelissen   | 13 juli 2009     | 30 juni 2014     | |
| Nel van Dijk         | 1 januari 1987   | 1 september 1998 | stond in 1984 op de kandidatenlijst van het Groen Progressief Akkoord namens de CPN, volgde in 1987 Herman Verbeek tussentijds op lijsttrekker in 1989 (van de kandidatenlijst van Regenboog namens de CPN) en 1994 delegatieleider van 01-01-1991 t/m 01-09-1998 verliet het parlement om voorzitter van het Landelijk Bureau Leeftijdsdiscriminatie te worden |
| Bas Eickhout         | 13 juli 2009     | 12 februari 2025 | delegatieleider vanaf 24-12-2012 nadien Europarlementariër voor GroenLinks-PvdA |
| Joost Lagendijk      | 2 september 1998 | 13 juli 2009     | volgde Nel van Dijk tussentijds op lijsttrekker in 1999 delegatieleider van 02-09-1998 t/m 20-06-2004 |
| Bram van der Lek     | 24 juni 1984     | 24 juni 1989     | lijsttrekker in 1984 van de kandidatenlijst van het Groen Progressief Akkoord namens de PSP delegatieleider van 24-06-1984 t/m 24-06-1989 |
| Alexander de Roo     | 20 juni 1999     | 20 juni 2004     | stond in 2004 wel op de lijst maar werd niet verkozen |
| Judith Sargentini    | 13 juli 2009     | 1 juli 2019      | lijsttrekker in 2009 delegatieleider van 13-07-2009 t/m 24-12-2012 |
| Kim van Sparrentak   | 2 juli 2019      | 12 februari 2025 | nadien Europarlementariër voor GroenLinks-PvdA |
| Tineke Strik         | 2 juli 2019      | 12 februari 2025 | nadien Europarlementariër voor GroenLinks-PvdA |
| Herman Verbeek       | 24 juni 1984     | 31 december 1986 | verkozen in 1984 op de kandidatenlijst van het Groen Progressief Akkoord namens de PPR verliet het parlement in 1987 om plaats te maken voor Van Dijk opnieuw verkozen in 1989 op de kandidatenlijst van Regenboog namens de PPR weigerde in 1991 plaats te maken voor een nieuwe kandidaat in 1994 lijsttrekker voor De Groenen                                |
| Herman Verbeek       | 25 juni 1989     | 19 juni 1994     | verkozen in 1984 op de kandidatenlijst van het Groen Progressief Akkoord namens de PPR verliet het parlement in 1987 om plaats te maken voor Van Dijk opnieuw verkozen in 1989 op de kandidatenlijst van Regenboog namens de PPR weigerde in 1991 plaats te maken voor een nieuwe kandidaat in 1994 lijsttrekker voor De Groenen                                |
| Catarina Vieira      | 16 juli 2024     | 12 februari 2025 | nadien Europarlementariër voor GroenLinks-PvdA |